# Luigi Gazzoli

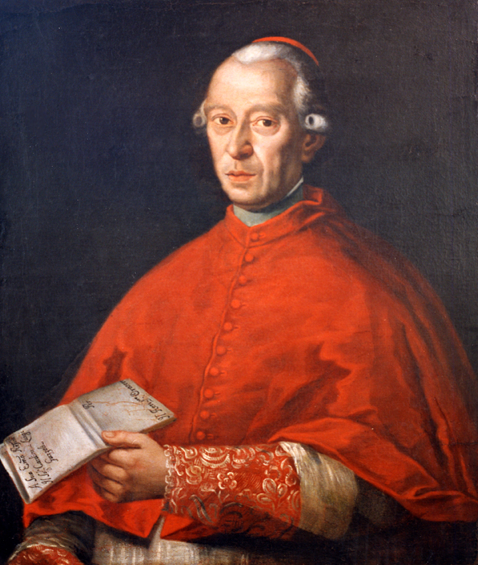
Kardinal Luigi Gazzoli

Luigi Gazzoli (* 4. Mai 1735 in Terni; † 23. Januar 1809 in Rom) war ein italienischer Kardinal der Römischen Kirche.

## Leben
Am 8. Oktober 1758 empfing er durch Papst Clemens XIII. die beiden ersten der niederen Weihen, die beiden anderen niederen Weihen am 14. Juli 1759. Seine Weihe zum Subdiakon erfolgte am 23. September 1759, die Diakonenweihe empfing er am 27. März 1762. Er war Hausprälat Seiner Heiligkeit und wurde 1759 von Papst Clemens XIII. zu dessen Geheimkämmerer ernannt. Am 24. Januar 1762 wurde er Kanonikus der Lateranbasilika. Als Referendar an den Tribunalen der Apostolischen Signatur war er 1765 Gouverneur von Città di Castello, später von Ascoli (1775) und von Ancona (1781). Als Apostolischer Protonotar war er 1785 Gouverneur von Loreto. Die Priesterweihe empfing Luigi Gazzoli am 15. November 1801 als Auditor der Apostolischen Kammer.
Im Konsistorium vom 16. Mai 1803 erhob Papst Pius VII. ihn in pectore zum Kardinaldiakon, dies wurde im Konsistorium vom 11. Juli desselben Jahres publiziert. Den roten Hut empfing Luigi Gazzoli am 14. Juli 1803, die Titeldiakonie Sant’Adriano al Foro Romano am 26. September desselben Jahres.
Er starb im Alter von 73 Jahren und wurde in der Kirche seiner Titeldiakonie Sant’Adriano beigesetzt.
Sein Neffe Ludovico Gazzoli (1774–1858) wurde 1831 ebenfalls Kardinal.